# Darabani
Darabani es una ciudad con estatus de oraș de Rumanía situada en el distrito de Botoşani cerca del trifinio de Rumanía, Moldavia y Ucrania. Darabani es la ciudad más al norte de Rumanía y tiene una población de 9893 habitantes en 2011. En el término municipal de la ciudad entran también los poblados de Bajura, Eşanca y Lişmăniţa.

## Geografía
La ciudad está situada en la parte nórdica de la Llanura Moldava atravesada de los ríos Prut y Podriga. El punto más alto mide 260 metros sobre el nivel del mar-la colina Teioasa.
Darabani está situado a 70 km norte de la cabecera del distrito-Botoşani y 35 km norte-este de la ciudad de Dorohoi.

## Clima
La ciudad goza de una clima templado-continental. A través de la observaciones registradas de la estación meteorológica de Darabani se observa que el clima local está determinado por las masas de aire de origen noroeste de origen marítimo, frescas y húmedas en primavera, calientes-tropicales en verano y frías-polares en invierno. La temperatura media anual es de 8,4 °C, las precipitaciones medias anuales son de 500mm y la media de los días con nieve son de 37,7 al año.

## Población
Hay datos arqueológicos que atestan la habitación continua desde el neolítico hasta hoy en esta área. Se encontraron hachas de sílex y cerámica de Cucuteni. El nombre antiguo de la ciudad era Căbiceni.
Al censo de 2002 Darabani contaba con una población de 11.820 habitantes de cual 99,9% étnicos rumanos y seguidores de la Iglesia ortodoxa rumana. Darabani es una ciudad joven desde el punto de vista demográfico-23% de sus habitantes tienen menos de 14 años de edad. A lo largo de los años la línea demográfica ha guardado un equilibrio relativo:
- 1930-10.478 hab.
- 1948-11.379 hab.
- 1977-10.880 hab.
- 1992-11.804 hab.
- 2002-11.820 hab.

## Economía
La agricultura es el principal sector de la economía local seguido por la industria. En la ciudad hay fábricas de calzados, de confecciones textiles, y de procesamiento de la leche y de la carne. En los últimos años se está notando un mayor desarrollo de los servicios.

## Turismo
- En la ciudad hay dos edificios de importancia histórica: la iglesia del centro de la ciudad Sfântul Nicolae(San Nicolás) y la biblioteca municipal.
- Los robles plantados por Esteban el Grande de Moldavia en el ano 1500 tras las guerras con los tártaros
- Los bancos y la fuente del centro de la ciudad, adornados con flores, únicas en el país.